# Société académique des Enfants d'Apollon
La Société académique des Enfants d'Apollon est une association de concerts et une société savante française fondée en 1741, active jusqu'en 1790 puis réorganisée en 1806, qui cesse ses activités en 1880.

## Histoire

### De 1741 à 1790
La Société académique des Enfants d'Apollon est fondée en 1741,,.
Prospère jusqu'en 1790, elle a compté parmi ses membres 64 instrumentistes et 15 compositeurs, dont 9 amateurs, la Société permettant aux amateurs et aux musiciens professionnels de jouer ensemble, en plus de favoriser les débuts de carrière de jeunes artistes qui trouvaient dans la société « un baptême artistique »,.
Lors des réunions privées et régulières de la société, les membres jouent sans répétition la musique de leurs « confrères », et souvent des symphonies de Joseph Haydn. Parmi les instrumentistes, on dénombre notamment 31 violonistes, altistes compris, 5 violoncellistes, 2 flûtistes, 1 hautboïste, 2 clarinettistes, 1 bassoniste, 2 cornistes et 7 organistes,.
Les membres de la Société académique des Enfants d'Apollon comptent parmi les meilleurs instrumentistes, chanteurs et compositeurs de leur temps, à l'instar d'Isidore Bertheaume, Jean-Baptiste Bréval, Nicolas Capron, Cramer, Jean-Baptiste Davaux, François Devienne, Marie-Alexandre Guénin, Louis-Gabriel Guillemain, Lebrun, François-André Danican Philidor, Niccolò Piccinni, Henri-Joseph Rigel, Antonio Sacchini et le Chevalier de Saint-George. François et Louis-Joseph Francœur sont les chefs d'orchestre de l'ensemble,.
Outre des concerts privés, la Société donne des séances annuelles publiques dans la salle du Musée, rue Dauphine, à partir du 27 mai 1784,. Dans les programmes des concerts, sont jouées par exemple des œuvres de François-Joseph Gossec, Nicolas Roze, Louis Aubert, Nicolas Séjan et Jean-Baptiste Davaux.
La Société cesse ses activités en 1790 mais est réorganisée le 14 septembre 1806 et reste ensuite active jusqu'au 30 juin 1880,.

### De 1806 à 1880
Au XIXe siècle, les sociétaires de la Société académique des Enfants d'Apollon sont plus nombreux.
Parmi les compositeurs, on relève notamment les noms de Daniel-François-Esprit Auber, Henri-Montan Berton, Luigi Cherubini (1806), Nicolas Isouard, Haydn, Giovanni Paisiello (1807), François-Joseph Gossec (1808), André Grétry, Étienne Nicolas Méhul (1809), Antoine Reicha (1815), George Onslow (1846), Edme-Marie-Ernest Deldevez (1857) et Fromental Halévy (1859), et côté instrumentistes, les noms des violonistes Pierre Baillot, Giovanni Battista Viotti (1809) et François-Antoine Habeneck (1818), par exemple.
À compter de 1820, ce sont surtout des virtuoses qui entrent dans la Société, comme Franz Liszt en 1824, à l'issue d'une improvisation remarquée, Charles-Valentin Alkan en 1832, après avoir joué un Concerto pour piano et orchestre de sa composition, Pierre Joseph Guillaume Zimmerman en 1847 ou Adolphe Blanc en 1858. On remarque aussi les chanteurs Henri-Étienne Dérivis (1806), Manuel García (1808) et Antoine Ponchard (1822).
Le président de la société est renouvelé chaque année, les musiciens l'emportant sur les architectes et les peintres à partir de 1850.
Pour le répertoire, à partir du début du XIXe siècle, la Société se concentre sur la musique de chambre étendue à la musique vocale, afin d'éviter la concurrence des sociétés symphoniques. Les morceaux exécutés ne dépassent alors pas les effectifs d'un quatuor ou d'un quintette.
Outre les séances privées mensuelles de lecture, les concerts publics sont dirigés par un chef d'orchestre différent chaque année et se déroulent aux Menus-Plaisirs entre 1820 et 1830, puis au Conservatoire de 1831 à 1850, salle Herz entre 1855 et 1876, enfin salle Érard à compter de 1878.
Le musicologue Joël-Marie Fauquet relève que la Société académique des Enfants d'Apollon est « de tendance nettement conservatrice — ses programmes s'actualisent lentement — mais elle a le mérite d'entretenir en son sein, jusqu'à la fin du XIXe siècle, une forme de culture de la musique de chambre associant amateurs et professionnels ».